# Sociedad de los Irlandeses Unidos
La Society of United Irishmen (en español: Sociedad de los Irlandeses Unidos) fue una organización política e insurgente irlandesa del siglo XVIII de ideología republicano-nacionalista, que defendió la independencia irlandesa frente al Reino Unido.
La Revolución francesa había convencido a los presbiterianos de que si trabajaban junto con los católicos podrían parar la supresión inglesa. En septiembre de 1791 Wolfe Tone publicó el libro "Argument on Behalf of the Catholics of Ireland" o "El argumento a favor de los católicos de Irlanda" que mantenía la división religiosa.
Por esas razones, en octubre de 1791 se formó la Sociedad de Irlandeses Unidos en Belfast, por Wolfe Tone, Napper Tandy y Thomas Russell. Formada también para responder a la presión popular del gobierno británico que dominaba Irlanda. 
En noviembre del mismo año Dublín siguió el ejemplo de Belfast y se formó otro grupo. De pronto empiezan a surgir muchos grupos en toda Irlanda.
En febrero de 1793, el Movimiento de los Irlandeses Unidos fue subterráneo, y desde 1795 estaban más resueltos a organizar una rebelión contra la dominación inglesa. El grupo se dividió en dos: un grupo quería esperar hasta que los franceses llegaran, y el otro, quería comenzar la rebelión sin esperar a los franceses. Sin embargo, surgió la supresión de una sangrienta rebelión que explotó en Leitrim en 1793, la cual condujo a que la facción anterior prevaleciese, y a que se forjase una alianza con el gobierno francés revolucionario.
La Orden de Orange era una organización protestante del norte de Irlanda que en 1795 probaría ser particularmente útil al gobierno de Inglaterra, porque tenían conocimiento de las actividades del enemigo y tenían espías. La Orden de Orange fue usada para espiar a los Irlandeses Unidos. En 1797 algunos católicos de los condados de Antrim, Down y Armagh, pertenecientes a los Irlandeses Unidos, expulsaron mediante el asesinato, la tortura y encarcelamiento a muchos protestantes.

## Contexto

### Disidentes: "Americanos en sus corazones"

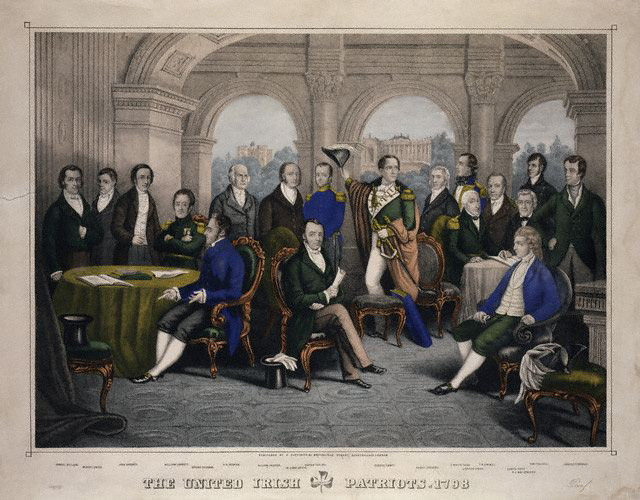

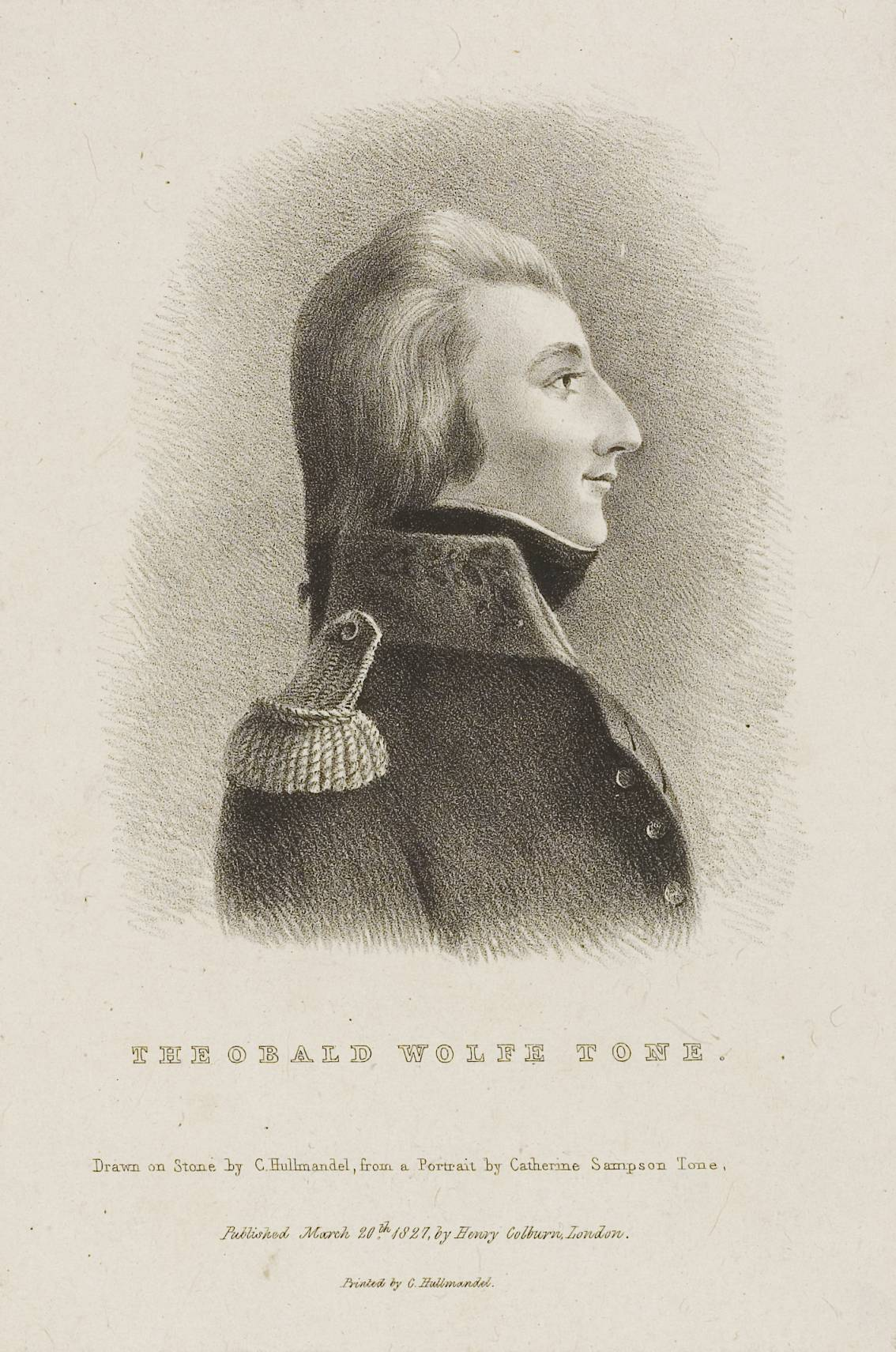
Theobald Wolfe Tone de Charles Joseph Hullmandel - 1827 - Universidad Católica de Lovaina, Bélgica - Dominio público.

La Sociedad se formó en una taberna en Belfast en octubre de 1791 y, con la excepción de Thomas Russell, un ex oficial del ejército que sirvió en la India originario de Cork, y Theobald Wolfe Tone, un abogado de Dublín, los participantes que resolvieron reformar el gobierno de Irlanda sobre la base de "principios de libertad civil, política y religiosa"  eran presbiterianos. Como disidentes de la comunión anglicana (Iglesia de Irlanda), se sentían discriminados, al igual que la mayoría católica, por las leyes penales  : 13–38 
Aunque tenían derecho a sentarse en el Parlamento en Dublín, este ofrecía pocas oportunidades de representación o reparación. Dos tercios de la Cámara de los Comunes irlandesa representaban a los distritos en manos de los Lores en la Cámara Alta. Los dos diputados de Belfast eran elegidos por los trece miembros de la corporación y propuestos por los Chichester, marqueses de Donegall. Además, el ejecutivo, encabezado por un Lord Teniente nombrado por los ministros del rey en Londres, y con sede en el Castillo de Dublin, apenas tomaba en consideración al Parlamento. Irlanda, según observaron los participantes de la conferencia de Belfast, "no tiene gobierno nacional". Estaba gobernada "por ingleses y sirvientes de ingleses" 
Enfrentados a los diezmos, las rentas exorbitantes y las pruebas sacramentales de la Ascendencia, y a la supremacía  inglesa, un sector cada vez más amplio de los presbiterianos optaba por abandonar Irlanda. Entre 1710 y 1775, más de 200.000 personas partieron hacia las colonias de América del Norte. Al comienzo de la Guerra de Independencia de los Estados Unidos en 1775, mucho presbiterianos tenían  parientes en Estados Unidos, que acabarían por tomar las armas contra la Corona. : 79  : 374–377 
William Drennan, Samuel Neilson y Henry Joy McCracken, tres de los principales líderes de la Sociedad eran miembros de las tres primeras iglesias presbiterianas de Belfast, todas en Rosemary Street. Pese a las diferencias teológicas entre las tres confesiones, sus ministros electos, educados en Escocia, se inclinaban hacia la conciencia más que hacia la doctrina, lo que les hacía simpatizar con el reconocimiento al derecho a la resistencia colectiva ante un gobierno opresor. En la Tercera Iglesia de Rosemary Street, Sinclare Kelburn predicó con el uniforme de un voluntario irlandés, con su mosquete apoyado contra la puerta del púlpito. : 85–86 
Comentando la seguridad en vísperas de la Guerra de Independencia de Estados Unidos, el virrey británico Lord Harcourt describió a los presbiterianos del Ulster como estadounidenses "de corazón". : 47 

### Los voluntarios y los patriotas parlamentarios

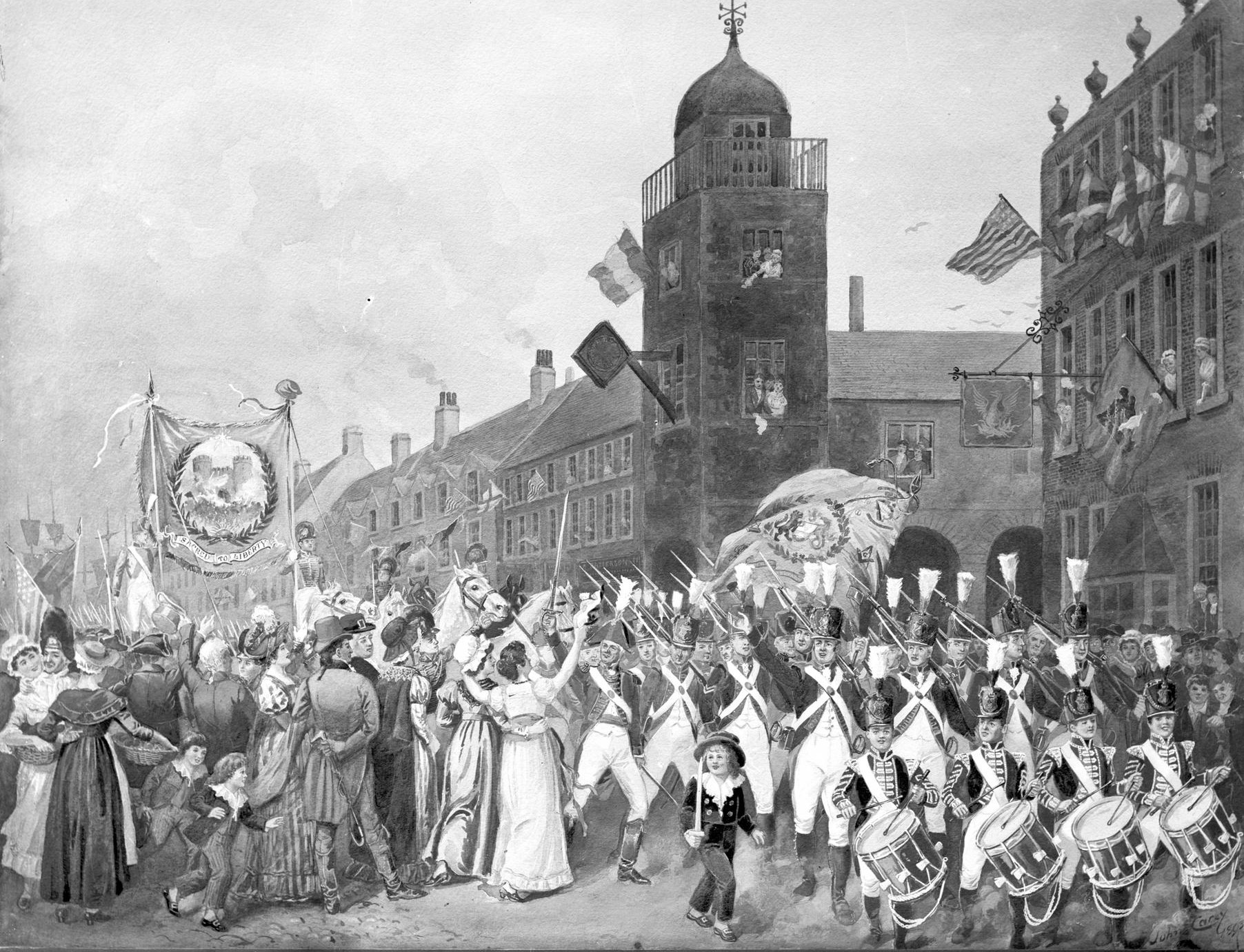
Día de la Bastilla, 1792, Belfast. Desfile de compañías voluntarias: «Los colores de las Cinco Naciones Libres, a saber: Bandera de Irlanda: lema: «Unidos y libres». Bandera de Estados Unidos: lema: «El asilo de la libertad». Bandera de Francia: lema: «La nación, la ley y el rey». Bandera de Polonia: lema: «Lo apoyaremos». Bandera de Gran Bretaña: lema: «Sabiduría, espíritu y liberalidad». También se muestran retratos de Franklin : lema: «Donde la libertad es mi país», y de Mirabeau : lema: «¿Puede la trata de esclavos africanos, aunque moralmente incorrecta, ser políticamente correcta?».

Para los miembros originales de la Sociedad, los Voluntarios Irlandeses  resultaron ser un instrumento muy útil de reclutamiento. : 59–64, 149–163 Las compañías de voluntarios, formadas para proteger el Reino por la retirada y envío de las guarniciones británicas a América, a menudo estaban formadas únicamente por los terratenientes locales y sus clientes armados y entrenados. Pero en Dublín, y sobre todo en el Ulster (donde convocaron convenciones provinciales), movilizaron a un sector mucho más amplio de la sociedad protestante. : 378–379 
En abril de 1782, con la fuerzas de Voluntarios de caballería, infantería y artillería apostadas en accesos al Parlamento de Dublín, Henry Grattan, líder de la oposición patriota, consiguió que se aprobara por aclamación en la Cámara de los Comunes una Declaración de Derechos Irlandeses. Londres cedió y renunció a sus poderes para legislar en Irlanda. En 1783, los Voluntarios convergieron nuevamente en Dublín, esta vez para apoyar un proyecto de ley presentado por Henry Flood, rival de Grattan, para abolir los distritos propietarios y extender el sufragio universal protestante. Pero tras asumir la derrota en América, Gran Bretaña reubicó nuevamente tropas en Irlanda. El patriotismo de la Ascendencia había alcanzado sus límites y el Parlamento se negó a dejarse intimidar por los Voluntarios. : 49–50 
En 1784, desde Belfast, : 380 los Voluntarios comenzaron a incorporar a los católicos a sus filas para formar compañías "unidas". La Primera Compañía de Belfast actuó con la firme convicción de que "una Unión general de todos los habitantes de Irlanda es necesaria para la libertad y la prosperidad de este reino". La Compañía Azul de la ciudad siguió el ejemplo y el 30 de mayo de 1784 ambas compañías desfilaron ante la Capilla de Santa María, la primera iglesia católica de Belfast, para celebrar su misa inaugural. : 129 
Tras el estallido de la Revolución Francesa en 1789, se reactivó el entusiasmo por la reforma constitucional. En su Declaración de los Derechos del Hombre y del Ciudadano y en su Constitución civil del clero, se veía como Francia, la mayor de las potencias católicas, estaba teniendo su propia Revolución Gloriosa. En sus Reflexiones sobre la Revolución en Francia (1790), Edmund Burke había tratado de desacreditar cualquier analogía con 1688 en Inglaterra. Pero al llegar a Belfast en octubre de 1791, Tone descubrió que la respuesta de Thomas Paine a Burke, Los derechos del hombre (del cual la nueva sociedad iba a distribuir miles de copias por tan sólo un centavo cada una), : 8 había ganado la discusión.
Tres meses antes, el 14 de julio, se celebró el segundo aniversario de la Toma de la Bastilla con una triunfal procesión de voluntarios por Belfast y una solemne Declaración al Grande y Valiente pueblo de Francia: «Como irlandeses, nosotros también tenemos un país y lo apreciamos mucho. – tan querido... que deseamos que toda intolerancia civil y religiosa sea aniquilada en esta tierra."  : 52–53 El Día de la Bastilla del año siguiente fue recibido con escenas similares y un discurso ante la Asamblea Nacional Francesa en el que se saludaba a los soldados de la nueva república como "la vanguardia del mundo".